# Jakab Harsányi Nagy
Pour les articles homonymes, voir Harsányi et Nagy.
Dans le nom hongrois Harsányi Nagy Jakab, le nom de famille précède le prénom, mais cet article utilise l’ordre habituel en français Jakab Harsányi Nagy, où le prénom précède le nom.
Jakab Harsányi Nagy (né en 1615 – mort après 1676), est un professeur, diplomate et orientaliste hongrois connu pour avoir publié en 1672 un manuel d'apprentissage de la langue turque ; intitulé Colloquia familiaria turcico-latina, il était surtout destiné à répondre aux besoins quotidiens des relations devenues permanentes entre Hongrois et Turcs.

## Biographie
Jakab Harsányi Nagy naît en 1615 dans le Partium, un territoire situé dans l'est du royaume de Hongrie et dirigé par les princes de Transylvanie. Harsányi désigne une personne originaire d'Harsány, un village situé dans le nord-est de la Hongrie actuelle. Harsány pourrait être son lieu de naissance et Nagy son nom de famille. Certains historiens roumains comme Nicolae Iorga ont prétendu que Jakab Harsányi Nagy était un boyard roumain de la région de Făgăraș, en Transylvanie.
Au début des années 1640, il étudie aux Provinces-Unies, d'abord à l'université de Franeker (1640), puis à l'université de Leyde, où sa présence est encore attestée en 1642. Au cours de ce long séjour, il fera un voyage en Angleterre et en Écosse en compagnie d'un certain Pál Tarczali, un compatriote.

Après son retour en Hongrie, il devient à la fin des années 1640 recteur du collège de Nagyvárad (auj. Oradea en Roumanie) puis professeur au collège de Gyulafehérvár (auj. Alba Iulia, Roumanie).
Par la suite, devenu scribe à la chancellerie du prince de Transylvanie Georges II Rákóczi, Jakab Harsányi Nagy devient l'un des représentants du prince à la Sublime Porte et passe la majeure partie de la décennie 1650 à Constantinople, où il étudiera la langue turque. En 1657, après le refus du prince de Transylvanie de se présenter à une convocation du Grand Vizir Mehmet Köprülü, il sera emprisonné dans la forteresse des Sept-Tours avec les membres de l'ambassade transylvanienne, puis libéré l'année suivante après l'éviction de Rákóczi au profit d'Ákos Barcsay, imposé par les Turcs. 
Entre 1660 et 1667, on retrouve Jakab Harsányi Nagy au service de l'ancien prince de Moldavie Gheorghe Ștefan qui, depuis sa déposition en 1658 par le sultan Mehmed IV et son remplacement par Gheorghe Ghica, menait une vie d'errance à travers l'Europe centrale et orientale, de Vienne à Moscou. Jakab Harsányi Nagy sera notamment envoyé en mission diplomatique au Brandebourg et dans le royaume de Suède, respectivement dirigés par l'électeur Frédéric-Guillaume Ier et par le roi Charles XI.
Vers 1665, il se trouve à Stettin (l'actuelle ville polonaise de Szczecin, alors sous contrôle suédois), quand Frédéric-Guillaume Ier de Brandebourg l'invite à Berlin pour devenir son conseiller. En 1672, il publie dans la petite ville de Cölln au Brandebourg, une sorte de guide de la conversation latin-turc ottoman intitulé Colloquia familiaria turcico-latina.
Jakab Harsányi Nagy serait mort entre octobre 1679 et mai 1684,.